# Tricholaena monachne
Tricholaena monachne är en gräsart som först beskrevs av Carl Bernhard von Trinius, och fick sitt nu gällande namn av Otto Stapf och Charles Edward Hubbard. Tricholaena monachne ingår i släktet Tricholaena och familjen gräs. Inga underarter finns listade i Catalogue of Life.